# 五英里鎮區 (密蘇里州牛頓縣)
五英里鎮區（英語：Five Mile Township）是位於美國密蘇里州牛頓縣的一個行政鎮區。

## 地方資料
五英里鎮區的面積為97.82平方千米，當中陸地面積為97.57平方千米，而水域面積為0.24平方千米。根據2020年美國人口普查的數據，當地共有人口4089人，而人口密度為每平方千米41.8人。